# Oligodaktylie
Die Oligodaktylie (von altgriechisch ὀλίγος olígos ‚[zu] wenig‘ und δάκτυλος dáktylos ‚Finger‘) ist eine angeborene Fehlbildung der Körperglieder, die durch das Fehlen eines oder mehrerer Finger und/oder Zehen charakterisiert ist. Ursache dafür kann Vererbung sein oder z. B. ein Amniotisches-Band-Syndrom.